# How Much Time Do We Have Left
«How Much Time Do We Have Left» (укр. Скільки у нас залишилося часу) — пісня словенського співака, актора й гумориста Клемена, з якою він представляв Словенію на Пісенному конкурсі Євробачення 2025 в Базелі, Швейцарія.

## Пісенний конкурс Євробачення 2025
28 січня 2025 року відбулося жеребкування, яке визначило, у якому з півфіналів Євробачення змагатиметься кожна країна. За результатами жеребкування Словенія потрапила до першої половини першого півфіналу, який відбувся 13 травня 2025 року в Базелі, Швейцарія. У півфіналі Клемен виконав пісню «How Much Time Do We Have Left» під третім порядковим номером. Співаку не вдалося кваліфікуватися до фіналу конкурсу.